# Ống dẫn tinh
Ống dẫn tinh (tiếng Latin: "bình mang đi"; số nhiều: vasa deferentia), cũng có tên Latin là ductus deferens (tiếng Latin: "ống mang đi"; số nhiều: ductus deferentes), là một phần của hệ sinh dục nam của nhiều động vật có xương sống; các ống dẫn này vận chuyển tinh trùng từ mào tinh hoàn sang ống phóng tinh trước khi chuẩn bị xuất tinh. Nó là một ống cuộn một phần thoát ra khỏi khoang bụng thông qua ống bẹn.

## Cấu trúc
Có hai ống dẫn, kết nối bên trái và bên phải cholidymis với túi tinh để tạo thành ống phóng tinh để di chuyển tinh trùng. Ở người, mỗi ống dài 30 xentimét (1 ft), đường kính 3 to 5 mm và có cơ (được bao quanh bởi cơ trơn). Biểu mô của nó là biểu mô trụ giả được lót bởi stereocilia.
Chúng là một phần của các dây sinh tinh.

### Cung cấp máu
Các ống dẫn tinh được cung cấp bởi một động mạch đi kèm ( động mạch của ống dẫn tinh). Động mạch này thường phát sinh từ động mạch bàng quang trên (đôi khi dưới), một nhánh của động mạch chậu trong.